# Coppa AVC per club 2002 (femminile)
La Coppa AVC per club si è svolta dal 22 al 27 maggio 2002 a Bangkok, in Thailandia. Al torneo hanno partecipato 8 squadre di club asiatiche ed oceaniane e la vittoria finale è andata per la prima volta alle Hisamitsu Springs Attackers.

## Squadre partecipanti
- AIS
- Bai Bang Paper
- BEC World
- Chung Shan
- Jakarta Monas
- Hisamitsu Springs Attackers
- Rahat
- Shanghai

## Fase a gironi

### Gironi
| Girone A                           | Girone B                                                      |
| ---------------------------------- | ------------------------------------------------------------- |
| AIS Bai Bang Paper BEC World Rahat | Chung Shan Jakarta Monas Hisamitsu Springs Attackers Shanghai |

## Fase finale

### Finali 1º e 3º posto
|  | Semifinali                  | Semifinali                  | Semifinali                  |                             |           | Finale 1º/2º posto | Finale 1º/2º posto | Finale 1º/2º posto |  |
|  |                             |                             |                             |                             |           |                    |                    |                    |  |
|  | BEC World                   | BEC World                   | 3                           |                             |           |                    |                    |                    |  |
|  | BEC World                   | BEC World                   | 3                           |                             |           |                    |                    |                    |  |
|  | Shanghai                    | Shanghai                    | 0                           |                             |           |                    |                    |                    |  |
|  | Shanghai                    | Shanghai                    | 0                           |                             | BEC World | BEC World          | 0                  |                    |  |
|  |                             |                             |                             |                             | BEC World | BEC World          | 0                  |                    |  |
|  |                             |                             | Hisamitsu Springs Attackers | Hisamitsu Springs Attackers | 3         |                    |                    |                    |  |
|  | Hisamitsu Springs Attackers | Hisamitsu Springs Attackers | Hisamitsu Springs Attackers | Hisamitsu Springs Attackers | 3         | 3                  |                    |                    |  |
|  | Hisamitsu Springs Attackers | Hisamitsu Springs Attackers |                             |                             |           | 3                  |                    |                    |  |
|  | Rahat                       | Rahat                       | 0                           |                             |           | Finale 3º/4º posto | Finale 3º/4º posto | Finale 3º/4º posto |  |
|  | Rahat                       | Rahat                       | 0                           |                             |           |                    |                    |                    |  |
|  |                             |                             |                             |                             |           |                    |                    |                    |  |
|  |                             |                             |                             |                             |           | Shanghai           | Shanghai           | 1                  |  |
|  |                             |                             |                             |                             |           | Shanghai           | Shanghai           | 1                  |  |
|  |                             |                             |                             |                             |           | Rahat              | Rahat              | 3                  |  |

### Finali 5º e 7º posto
|  | Semifinali     | Semifinali     | Semifinali |            |     | Finale 5°/6 posto  | Finale 5°/6 posto  | Finale 5°/6 posto  |  |
|  |                |                |            |            |     |                    |                    |                    |  |
|  | AIS            | AIS            | 3          |            |     |                    |                    |                    |  |
|  | AIS            | AIS            | 3          |            |     |                    |                    |                    |  |
|  | Jakarta Monas  | Jakarta Monas  | 1          |            |     |                    |                    |                    |  |
|  | Jakarta Monas  | Jakarta Monas  | 1          |            | AIS | AIS                | 1                  |                    |  |
|  |                |                |            |            | AIS | AIS                | 1                  |                    |  |
|  |                |                | Chung Shan | Chung Shan | 3   |                    |                    |                    |  |
|  | Chung Shan     | Chung Shan     | Chung Shan | Chung Shan | 3   | 3                  |                    |                    |  |
|  | Chung Shan     | Chung Shan     |            |            |     | 3                  |                    |                    |  |
|  | Bai Bang Paper | Bai Bang Paper | 1          |            |     | Finale 7º/8º posto | Finale 7º/8º posto | Finale 7º/8º posto |  |
|  | Bai Bang Paper | Bai Bang Paper | 1          |            |     |                    |                    |                    |  |
|  |                |                |            |            |     |                    |                    |                    |  |
|  |                |                |            |            |     | Jakarta Monas      | Jakarta Monas      | 1                  |  |
|  |                |                |            |            |     | Jakarta Monas      | Jakarta Monas      | 1                  |  |
|  |                |                |            |            |     | Bai Bang Paper     | Bai Bang Paper     | 3                  |  |

## Classifica finale
| Classifica | Squadre                     |
| ---------- | --------------------------- |
|            | Hisamitsu Springs Attackers |
|            | BEC World                   |
|            | Rahat                       |
| 4          | Shanghai                    |
| 5          | Chung Shan                  |
| 6          | AIS                         |
| 7          | Bai Bang Paper              |
| 8          | Jakarta Monas               |